# 基亚兰贝托
基亚兰贝托（意大利语：Chialamberto），是意大利北部皮埃蒙特大区都灵省的一个市镇。总面积35.1平方公里，总人口360，人口密度10.3人/平方公里（2010年12月31日）。